# 區錦新
區錦新（1957年4月30日—），原籍廣東新興縣，是一名教師及前澳門立法會議員，澳門民主派民間團體新澳門學社創會成員，曾為澳門民主發展聯委會理事長，澳門社區發展新動力會員大會副主席，他與另一名澳門民主派議員吳國昌一同被視為當地民主派的靈魂人物。

## 經歷

### 參與民運
1989年，中國發生八九民運，澳門有多個團體發起遊行、籌款和收集簽名和絕食以聲援北京學運，當時在青洲小學任職教師的區錦新也參與其中，與吳國昌和數十位人士組成論政團體「民主沙龍」。「民主沙龍」後來改組為「聲援中國學運聯委會」，其後再易名為澳門民主發展聯委會（簡稱民聯會）至今，六四事件過後，澳門最早回應民運的組織「東大學生關注北京學運小組」在負責人聶國瑞遭人以玻璃瓶襲擊頭部後宣佈解散，當時任職中國銀行經理的吳國昌受壓辭職，在青洲小學任教的區錦新也被解僱，更被人用木棍扑頭，民聯會除了區錦新和吳國昌以外的成員大多因面對職業威脅、家庭壓力和暴力襲擊而四散而去。二人後來先後從政，透過直接選舉進入立法會，兩人仍然堅持舉辦六四悼念集會，直到該集會被當局禁止。

### 從政經歷
區錦新曾於1993至2001年擔任澳門市政議員，後來轉任立法會議員。他在2005年9月25日的第三屆立法會選舉之中以11744.5票連任。2009年以「民主新澳門」第一候選人名義競逐連任，最終以11024票成功連任。2013年仍以「民主新澳門」第一候選人名義競逐連任，得票下降，最終以8826票成功連任。2017年以「民主新動力」第一候選人名義競逐連任，最終以11380票成功留任。

#### 參與創立和離開新澳門學社
1992年7月，區錦新與吳國昌等人成立民主派團體新澳門學社，該團體表現積極，以「立足於澳門，研究澳門社會狀况，推動本地區現代化發展」爲宗旨，以專業知識去研究澳門社會各方面的議題，並監督政府履行其社會政策，區錦新和吳國昌充分利用立法會議員的權力，圍繞澳門民生問題及政府施政失誤提出多個議案，以及反映市民訴求，得到不少市民支持，讓新澳門學社成為在監督政府施政方面表現得最積極的澳門社團以及成為當地最重要的民主派社團之一。
2013年澳門立法會選舉之後，新澳門學社內部主張積極參與社運的「少壯派」與議會路線的「元老派」發生紛爭。2016年1月29日，區錦新致函會內，以「學社背離當年創辦宗旨信念」為由退出新澳門學社。在2017年澳門立法會選舉中，已另組政黨澳門社區發展新動力的區錦新成功連任。屬於「少壯派」的新澳門學社理事長鄭明軒受訪時對區錦新自學社創立以來的付出和貢獻表示感謝，又強調事件已告一段落，希望放下紛爭。

#### 九不識事件
1997年，澳葡政府以有公務員將來會在葡萄牙領取退休金為理由，於澳門主權即將移交至中華人民共和國的前兩年從公務員退休金中撥走大量款項到葡萄牙，一年內調走的金額達到14億澳門幣，且調款額在翌年的1998年還有所增加。民主派議員吳國昌了解到歐元將於1999年1月正式啟動，根據《馬斯特里赫特條約》，歐盟要求加入歐元區的國家控制赤字以滿足基本的財政要求，在歐元啟動前，葡萄牙的財赤問題嚴重，當地政府從葡屬澳門的公務員退休金中撥走巨款以抵消財赤。經了解和發現上述情況後，吳國昌與區錦新一同致函歐盟副主席，質疑葡萄牙政府相關行為的合法性。
1998年11月，時任八名葡裔議員包括官委議員在內的羅立文、華年達、歐安利、戴明揚、歐若堅、飛文基、潘志輝和施綺蓮發起聯名譴責，指責吳國昌「侮辱祖國（葡萄牙共和國）」以及「不識政治、不識法律、不識經濟、不識財政、不識會計、不識行政、不識外交、不識數學、不識文化」，是為「九不識事件」，而澳門市政廳廳長麥健智及數名官委議員則在議會上責備區錦新向歐盟告狀的行為不當。1999年，歐盟執行委員會正式覆函，指出經調查後證明吳國昌和區錦新的投訴理據屬實，澳葡政府亦停止從澳門公務員退休金撥走款項。

#### 非凡航空事件
2009年，澳門廉價航空公司非凡航空有內部知情人士向區錦新透露公司行政混亂且經營不善，公司內部有不少人收受高薪但無所作為，且不斷接收政府數以千萬計的「資助」（實際為貸款，屬政府公帑）以維持公司運作。7月31日，區錦新就政府資助非凡航空的問題向行政當局提出書面質詢，後來當局迫於議會的壓力停止繼續對非凡航空提供「資助」。
2018年，主理非凡航空案件的法官於1月23日作出批示，根據訴訟法律規定宣告將案件歸檔。同年7月，初級法院於公佈非凡航空破產案的判決已轉為確定，表示澳門政府已無法收回曾經向非凡航空借出的2.12億澳門元公帑。初級法院認為，特區工商基金其實早應該於2010年在澳門提起有關執行案的同時馬上抓緊時間到香港，以透過司法途徑向被執行人追究有關的承兌保證責任，暗指特區工商基金因不抓緊時機到香港追究責任而導致債務無法被追回。區錦新則質疑為何政府會選擇借貸給一間一直都是靠政府資助的公司，又認為當年有人揭發事件，迫使政府中止對非凡的資助，否則賠上的公帑不會只有兩億，是「不幸中的大幸」。

#### 反對離保法案
2013年12月16日澳門特別行政區政府提交《候任、現任及離任行政長官及主要官員的保障制度》的法案于立法會審議，在“一般性討論及表決”獲得通過。之後政府再向立法會建議將公務員或非公務員出身主要官員，一次性離任補償由原先的14%調升至30%，並計畫於2014年5月27日表決。2014年5月25日，約20,000名市民上街要求撤回法案，是1989年聲援北京學運的遊行以來當地最大型的遊行，同日政府同意將法案送還立法會委員會重新審議。5月27日，有約7,000名市民包圍立法會，要求行政長官崔世安下台和撤回方案，立法會原先否決「撤回」的動議，最終通過接納崔世安的要求面刪除表決法案議程。5月29日，崔世安宣佈撤回法案。
在事件中，吳國昌在立法會提出動議，要求行政長官崔世安撤回法案重新研究，結果該無約束力動議以4票贊成，20票反對，6票棄權下被否決，投下贊成票的有吳國昌、區錦新、陳美儀和梁榮仔，投下反對票的皆為親建制議員，當中反對離保法案的高天賜則離場抗議到立法會外會見遊行人士，沒有投票。

#### 天鴿風災言論爭議
2017年，天鴿風災給澳門造成嚴重破壞，當地政府向中央政府要求出動解放軍協助救災，對此區錦新質疑出動解放軍的必要性，稱是「小題大造」。被黃潔貞等批評是為反對而反對，將政見淩駕于市民安危之上，亦網民對他作出激烈批評，後來他回應當時用詞不當導致誤會及負面理解，又解釋相關言論是批評政府而非針對解放軍。

#### 2017年選舉中疑似被抹黑
2017年6月23日，香港媒體《東周刊》報道，已婚的區錦新退出所屬政團新澳門學社，是源於被揭發在辦事處內與女子密會，他為免家醜外傳而自行離開。對此，區錦新回應：「如果你問我在辦公室工作上有無接觸女性，肯定係有啦！但這些謠傳各執一詞，我不會回應。」7月4日，區錦新向澳門選舉管理委員會投訴被境外傳媒抹黑，在其聲明中否認退出新澳門學社是因為被指與女子密會，而自己退會的內部文件和澳門傳媒已有詳盡解釋。

#### 被司警提告事件
2018年9月，區錦新就惹起外界疑慮的《通訊截取及保障法律制度》公開諮詢接受當地媒體《澳門日報》訪問，訪問中他提及2010年有人計劃到澳門司法警察局門前自焚，在到達現場時警察已經手持滅火筒嚴陣以待的事件，原文報導節錄如下：
「按法律，警方若監聽電話，須先獲法官批准。但區錦新質疑警方疑超越法律，對他作出監聽行為。他舉例，曾有居民致電向其反映對司警的不滿，及揚言到警局自焚，豈料人到現場時，前線人員已手持滅火筒嚴陣以待，事件令人對『勾線』（監聽）浮想聯翩。區錦新稱，懷疑被監聽個案，往往投訴無門，亦無法查證。雖然執法機關上方設有保安司及警監會。但同一範疇的部門作監督，難免被居民詬病『自己人查自己人』、『包庇』。警監會沒有調查實權，多數書面要求被調查者作解釋，並『搬紙過字』回覆投訴人，發揮不到監督作用。即使向廉署申報，又可能因涉及刑事案件而拒絕受理。故他支持加強監督機制，但須有調查實權，才能發揮作用。」
另外，據維基解密在2015年揭發的文件及電郵顯示，澳門司警局於2012年從意大利跨國黑客軟件公司The Hacking Team洽購手機監控系統。該公司亦曾向利比亞、摩洛哥、蘇丹、沙地阿拉伯、埃及和埃塞俄比亞的安全機構提供入侵式黑客軟件。相關文件亦顯示，專門負責刑事調查的澳門司法警察曾在2012年10月安排Hacking Team到警署示範黑客軟件。
9月28日，保安司司長黃少澤不點名指責區錦新的相關言論是「信口雌黃、胡亂猜測、犯誹謗罪」，表示對此深感遺憾，稱「如果要警方去告立法議員，對社會並非好事。」，但他亦批评“議員以犯罪方式履行職責、攻擊警方，實屬非常非常悲哀”。
10月3日，在中華人民共和國國慶節假期後的第一天工作日，司警局發表新聞稿指揚言到警局自焚的人士在事前有廣泛通知傳媒，又在前往司警局途中不斷叫囂，聲言要到司警局自焚，司警局接獲傳媒及附近居民通知及進行部署，表示絕對沒有亦不可能作出非法監聽，又指區錦新「罔顧事實誣衊進行非法監聽，構成對時任司法警察局領導主管的嚴重誹謗，嚴重損害了司警局及相關領導主管的名譽，令公眾對司警局及上述人士產生非常不良的觀感，有關行為已涉嫌構成刑事犯罪」，責令他就有關言論在十天內作出「公開且可接受的道歉」，否則將啟動刑事程序，追究他的刑事責任。
10月4日，區錦新接受媒體查詢時表示暫未收到司警局的信函，因未清楚對方信函的內容而暫時無法就相關方面進行回應。他指「原本說告議員不是好事，轉頭又說不道歉就要告？到底是什麼原因令有關官員認為告議員是適合呢？是否他的上級認為要告？這個問題值得社會深思。」他認為若作為監督政府行為的立法會議員在提出質疑時都可能需要啟動司法刑事程序，那麼任何人提出質疑都會面臨被起訴，民間的言論空間便會更窄，當局的做法是「殺雞儆猴」的做法。
10月5日，區錦新收到司警局的信件，他表示在訪問中所引用的並非是虛構的事例，他稱作為議員具有監察政府的責任，如警方認為他引用的事例會令公眾產生憂慮，合理的做法是警方作出澄清令公眾釋疑，但不應因議員提出質疑便要他道歉，又指司警的要求荒謬，事件對社會造成「寒蟬效應」，影響公眾發聲監督政府，他稱：「如果真是一件刑事案，那麼道歉就可以不去刑事追究了嗎？如果是這樣的話，我想司警局每日都會有市民排長隊來道歉，希望不要刑事追究。」又表明自己一定不會道歉和表示相信司法公正。
10月6日，司警發言人陳煥文在回應傳媒時指，對於法案評論的行為以及對司警局的誹謗行為，是屬於兩種不同性質的行為，司警局將會依法處理。在被問到將以什麼法理依據來起訴議員時，他表示會視乎情況並根據相關法律來做。對於自事件發生以來坊間一面倒批評司警局的做法不合理，陳煥文則稱暫時未有資料在手，未有回應。
10月19日，司警稱為了「維護法律的尊嚴和法治社會的公平正義」，表示已將相關分析報告和訴求送呈檢察院處理。
若區錦新因言論而遭警方追究刑事責任，將是澳門回歸後首宗。事件在坊間和網上引起熱議，人們均反感司警對事件的處理手法，幾乎一面倒批評司警局的做法不合理，同時觸動了對當地政府的不滿情緒，人們質問政府在應對2017年中度颱風天鴿上有各種不足，導致十名人命在颱風中死亡，政府可有在十天內作出為市民可接受的道歉，又質疑「施政一塌糊塗」的政府可有高官被問責。有時事評論員認為，區錦新遇到這種事件，公眾便更有需要關注《通訊截取及保障法律制度》公開諮詢，更應該關注當中對警方截聽行動，在法律上如何健全監察機制及資訊透明，以確保公眾知情權和市民私隱等問題。
前《澳門日報》採訪課副總主任、時事評論員及傳新澳門協會副理事長甄慶悅表示對事件感到驚訝，他認為司警的做法不恰當和不明智，且倒行逆施，給社會帶來衝擊。他指出，政府透明度越高，社會的質疑就越少，與政治和政策相關的新聞往往牽涉質疑，因為當政府機制不完善，資訊發布不足夠，真相難以被市民和立法議員偵查出來，故社會提出質疑是很正常的事，他批評如果政府連質疑也不能接受，那麼所有傳媒和市民都不用去監督政府，日後所有的新聞報導都只會有歌舞昇平的資訊。他亦指出，一個公信力低的政府用強硬的手段去面對社會質疑，會讓人認為是政府利用強權欺壓公眾，因為一方是坐擁數千億元澳門幣儲蓄的政府，另一方是受盡困擾的市民。此外，他提及早前廉政公署揭發貿易投資促進局移民審批亂象，整個社會一樣充滿各種質疑聲音，包括質疑亂象中是否有人違法違規。他指出，政府的聲譽是靠長期的工作表現，以及對社會的誠信累積起來，不會因個別質疑而受到損害，批評如果一個紀律部隊如此害怕受到質疑，是沒有自信的表現。
2018年10月10日，《澳門日報》有評論文章提及美國在1798年頒佈的《反煽動叛亂法》，該法把「誹謗政府或者政府官員」視作犯罪：「任何以寫作、印刷、演講或者出版的方式……散佈虛假的、誹謗的和惡意的言論或作品反對美國政府或者美國國會的任何一院，故意詆毀美國政府、美國國會的任何一院、美國總統或者使他們或他們中的任何一位顔面盡失、聲名掃地……處以二千美元以下罰款和兩年以下有期徒刑。」但被批評是「貌似合理，其實是一派胡言」，兩年後該法便被宣告期滿失效，美國最高法院亦認定該法違憲，後來因違反該法而入獄的人也被總統赦免，美國國會亦向他們退還罰金。文章評論，美國政府和民間早在19世紀就已經意識到《反煽動叛亂法》威脅言論自由，又引用最高法院大法官小威廉·布倫南的名言：「人們可以不受限制地、生動活潑地和完全開放地討論公共問題，可以對政府和政府官員進行猛烈的、辛辣的，有時還是令人不悅的尖銳抨擊。」又指出，如果官員認為批評不當或有誤，不是語帶威脅地要求批評者道歉，而是利用權力和付責任地去澄清事實，讓公衆了解真相，這樣才是恰當的做法。

#### 評香港修改選舉制度被多名议员反对
區錦新於2021年4月8日在立法會全體會議上，提及全國人大常委會通過修改香港有關選舉制度，稱會「摧毀香港民主普選制度」。發言提出後，議員施家倫、陳虹、崔世平、黃顯輝及何潤生依據議事規則要求區錦新解釋並收回言論，認為區所言片面，無視香港有人以分裂國家的方式爭取民主。

### 放棄連任
2021年，區錦新宣佈不參加立法會選舉，意味著其本人結束20年的立法會直選議員生涯。

### 涉嫌違反國安法被捕
2025年7月31日，澳門司法警察局發佈新聞稿，指區錦新涉嫌違反《維護國家安全法》第十三條「與澳門特別行政區以外的組織、團體或個人建立聯繫作出危害國家安全的行為」的罪名，被澳門司法警察局維護國家安全執法機構逮捕，移交檢察院偵辦。新聞稿指區錦新自2022年起涉嫌勾連多個境外反華組織，向對方「提供大量不實且具煽動性的資料，供其在境外及網上持續公開展覽之用」，並利用有關組織或其所營媒體「提供不實的本澳資訊以作宣傳和傳播之用，藉此引起本澳居民甚至不明真相的各國民眾對我國中央政府和澳門特區政府的仇恨、破壞本澳2024年行政長官選舉和引致外國對本澳採取敵對行動」。區錦新成為澳門新版國安法生效以來首位被捕人士。消息指區錦新在30日下午約4點於家被捕，警方在其家中檢走部分書籍。區錦新妻子鄭妙珊隨後亦被帶走，之後被列為案件證人。

### 歷年選舉得票
| 選舉             | 組別       | 得票     |
| ---------------- | ---------- | -------- |
| 2001年立法會選舉 | 民主新澳門 | 8,480.5  |
| 2005年立法會選舉 | 民主新澳門 | 11,744.5 |
| 2009年立法會選舉 | 民主新澳門 | 11,024   |
| 2013年立法會選舉 | 民主新澳門 | 8,827    |
| 2017年立法會選舉 | 民主新澳門 | 11,380   |

## 外部連結
- 澳門社區發展新動力網頁 （页面存档备份，存于）
- 區錦新Facebook